# Pau Priu
Pau Priu (posiblemente Barcelona, segunda mitad del siglo XVII – Barcelona, posiblemente el 11 de septiembre de 1714) fue un pintor barroco español. También aparece en la bibliografía con el nombre castellanizado (Pablo Priu).
Hay pocos datos de su vida, documentándose desde 1683 en los talleres de Joan Grau (padre e hijo) y Josep Vives. Ingresó en el Colegio de pintores de Barcelona en 1700.
Su obra más importante son las pinturas de la bóveda de la sala capitular de la catedral de Barcelona, con el tema de la Gloria de Santa Eulalia y San Olegario, realizadas entre 1703 y 1705. Se ha identificado la influencia de los grabados de Nicolas Dorigny que reproducían las pinturas de la cúpula de Santa Inés de Ciro Ferri, conocidos entre los artistas catalanes de su época.

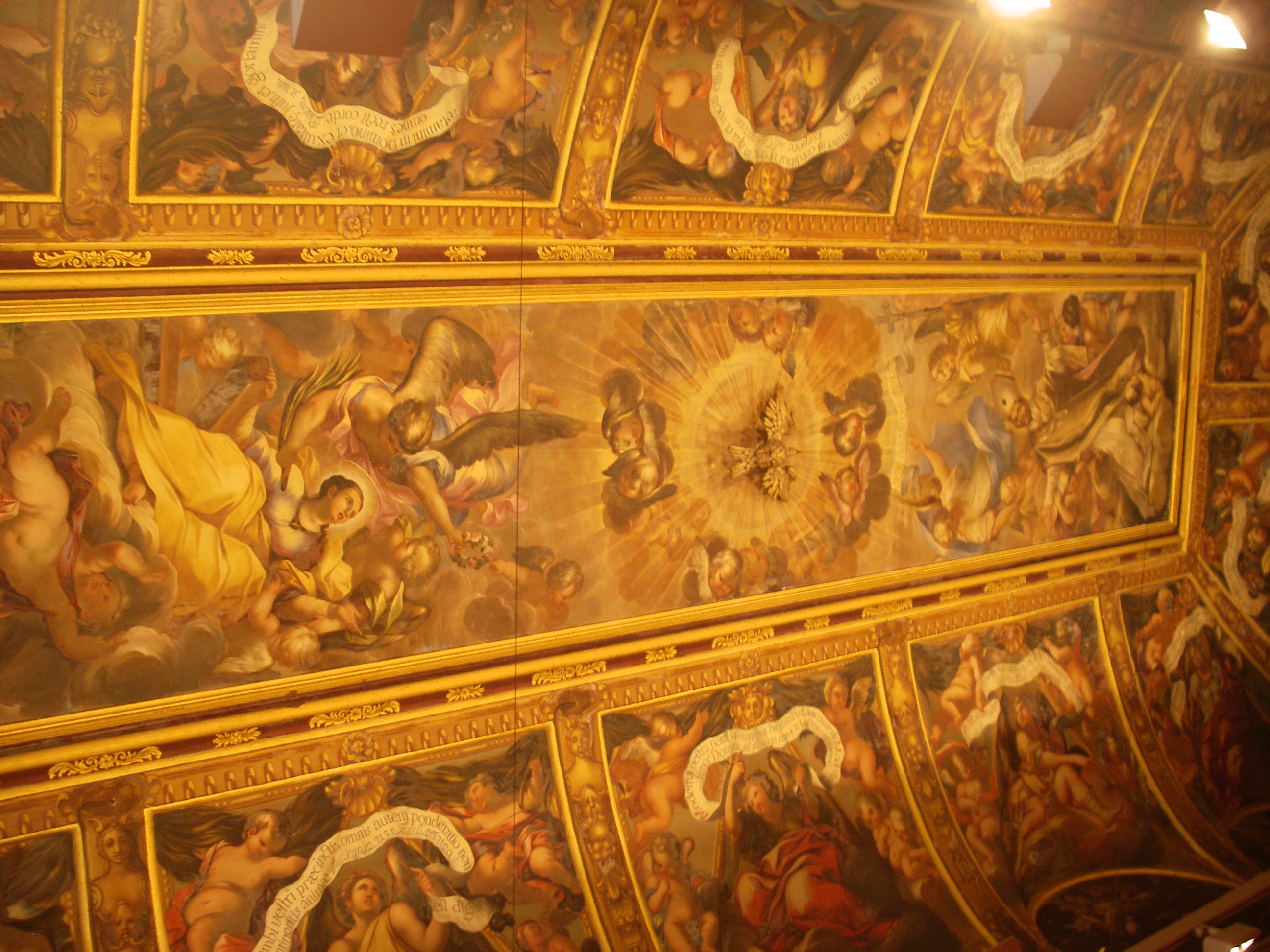
La Gloria de Santa Eulalia y San Olegario.

En el episodio final de la guerra de sucesión española en su ciudad (sitio de Barcelona), fue nombrado "segundo teniente de la compañía de pintores y candeleros de cera, la primera del cuarto batallón de la coronela" (24 de mayo de 1714). Al no haber datos posteriores sobre Pau Priu, se le supone muerto en los momentos finales de la toma de la ciudad, cuando su unidad fue derrotada en el baluarte de Levante. Fue enterrado en Santa María del Pi, junto a otros pintores. Su viuda, Josefa Montagud, con la que había tenido dos hijos (Francesc y Josefa), volvió a casarse, y con ese motivo se conserva un inventario de sus bienes, fechado en 1718, en el que constan pinturas posiblemente obra de Pau Priu, casi todas de tema bíblico o religioso, dos bodegones con frutas y un retrato del "gran pintor Carlos Marata" (Carlo Maratta), además de varias joyas y libros. Los cuadros se tasaron en poco precio (el más estimado, una Santa Teresa, en 7 libras y 8 sueldos).